# Koun Nzoro
Koun Nzoro är ett berg i Centralafrikanska republiken.   Det ligger i prefekturen Préfecture de l'Ouham-Pendé, i den västra delen av landet, 500 km nordväst om huvudstaden Bangui. Toppen på Koun Nzoro är 1 201 meter över havet, eller 188 meter över den omgivande terrängen. Bredden vid basen är 13,5 km.
Terrängen runt Koun Nzoro är kuperad åt nordväst, men åt sydost är den platt. Runt Koun Nzoro är det glesbefolkat, med 16 invånare per kvadratkilometer..
I omgivningarna runt Koun Nzoro växer huvudsakligen savannskog.